# 洪堡街七號屠殺事件
洪堡街七號屠殺事件發生於1957年4月20日，是古巴革命期間的歷史事件。在1957年3月13日，學生激進團體三一三革命指導委員會發動對巴蒂斯塔政府的攻擊，企圖衝進總統府，但事件最終失敗，引發政府對革命分子的圈捕，部分人藏身至洪堡街七號，但很快地被警方得悉藏身地點，4月20日，四名革命分子（包括弗魯克托索、羅塞爾、馬沙度和卡爾博）當場被擊斃。事件引發革命軍对共產主義者的猜疑，因向警方告密的叛變者阿曼多在事後處處受到共產主義者的支持和保護。在事件受害者遺孀的努力調查下，阿曼多最終在1964年被判以告密罪，屠殺事件終告圓滿結束。